# Marshall Stone
Pour les articles homonymes, voir Stone.
Marshall Harvey Stone (8 avril 1903, New York – 9 janvier 1989, Madras) est un mathématicien américain célèbre pour ses contributions en analyse réelle, en analyse fonctionnelle et en théorie des algèbres de Boole.

## Biographie
Marshall Stone est le fils de Harlan F. Stone, le juge en chef des États-Unis en 1941-46. La famille de Marshall le destinait à une carrière de juriste comme son père, mais il s'éprit des mathématiques lors de son premier cycle à Harvard. Il y passa un Ph. D. en 1926, sous la direction de George David Birkhoff. Entre 1925 et 1937, il enseigna à Harvard, Yale et Columbia. Il fut titularisé professeur à Harvard en 1937.
Pendant la Seconde Guerre mondiale, Stone effectua des recherches classifiées en tant que membre du Bureau des Opérations navales et du Bureau des États-majors interarmées du ministère américain de la Guerre. En 1946, il devint directeur du département de mathématiques de l'université de Chicago, fonction qu'il occupa jusqu'en 1952. Il y resta professeur jusqu'en 1968, puis enseigna à l'université du Massachusetts à Amherst jusqu'en 1980.
Le département dont il prit la tête en 1946 périclitait après avoir été, au début XXe siècle, probablement le meilleur département de mathématiques américain, grâce à la direction d'E. H. Moore. Stone fit un travail remarquable en lui rendant sa prééminence, principalement par le recrutement de Paul Halmos, André Weil, Saunders Mac Lane, Antoni Zygmund et Shiing-Shen Chern.
Son nombre d'Erdős est 2.

## Œuvre
Au cours des années 1930, Stone a accompli d'importants travaux :
- en 1930, il a démontré le fameux théorème d'unicité de Stone-von Neumann (en) ;
- en 1932, il a publié un traité de 662 pages devenu un classique : Linear transformations in Hilbert space and their applications to analysis, sur les opérateurs auto-adjoints dans un espace de Hilbert. Une grande part de son contenu est maintenant considéré comme faisant partie de l'analyse fonctionnelle ;
- en 1932 encore, il a démontré des conjectures de Hermann Weyl sur la théorie spectrale, issues de l'application de la théorie des groupes à la mécanique quantique ;
- en 1934, il a publié deux articles introduisant ce qu'on appelle maintenant la théorie de la compactification de Stone-Čech. Cette théorie est née de ses efforts pour comprendre plus en profondeur ses résultats sur la théorie spectrale ;
- en 1936, il a publié un long article contentant entre autres son théorème de représentation pour les algèbres de Boole, un résultat important en logique mathématique et algèbre universelle ;
- le théorème de Stone-Weierstrass est une généralisation substantielle de celui de Weierstrass sur l'approximation uniforme des fonctions continues par des polynômes.

Stone a été élu membre de la National Academy of Sciences en 1938. Il a été président de l'American Mathematical Society en 1943-44 et de l'Union mathématique internationale en 1952-54. En 1982, il a reçu la National Medal of Science.

## Sélection de publications
- (en) « A comparison of the series of Fourier and Birkhoff », Trans. Amer. Math. Soc., vol. 28, no 4,‎ 1926, p. 695-761 (lire en ligne)
- (en) Linear transformations in Hilbert space and their applications to analysis, New York, AMS, 1932[3]
- (en) « Boolean algebras and their applications to topology », PNAS, vol. 20, no 3,‎ 1934, p. 197-202 (lire en ligne)
- (en) The theory of real functions, Ann Arbor, Edwards Brothers, 1940
- (en) « Mathematics and the future of science », Bull. Amer. Math. Soc., vol. 63, no 2,‎ 1957, p. 61-76 (lire en ligne)
- (en) Lectures on preliminaries to functional analysis : Notes by B. Ramachandran, Madras, Institute of Mathematical Sciences, 1963, 50 p.